# Cheshmeh Kamūl Kharzān
Cheshmeh Kamūl Kharzān (persiska: چشمه خزانه, Cheshmeh Khazāneh, چشمه کمول کارزان) är en ort i Iran.   Den ligger i provinsen Ilam, i den västra delen av landet, 500 km väster om huvudstaden Teheran. Cheshmeh Kamūl Kharzān ligger 1 279 meter över havet och antalet invånare är 808.
Terrängen runt Cheshmeh Kamūl Kharzān är varierad.Runt Cheshmeh Kamūl Kharzān är det ganska glesbefolkat, med 39 invånare per kvadratkilometer. Närmaste större samhälle är Īlām, 13,9 km sydväst om Cheshmeh Kamūl Kharzān. Omgivningarna runt Cheshmeh Kamūl Kharzān är i huvudsak ett öppet busklandskap.